# Vejle Fodbold Club
Vejle Fodbold Club, bedre kendt som Vejle FC eller VFC, er en dansk fodboldklub som er hjemmehørende i Vejles vestby.
Vejle FC blev stiftet den 13. juni 1946 efter en sammenlægning af de to fodboldklubber,  Vejle Arbejder Boldklub og Boldklubben B21.
Vejle FC har altid stået lidt i skyggen at Vejles store fodboldklub, Vejle Boldklub, men har igennem tiden formået at opfostre mange store danske fodboldprofiler.
Flg. spillere som på et senere tidspunkt i deres karriere blev professionelle spillere i udlandet, har alle trådt deres første fodboldstøvler i Vejle FC: Allan Simonsen, Ulrik Le Fevre, Tommy Hansen, Ib Jacquet, Kasper Dalgas, Ulrich Thychosen og Steen Thychosen.
Steen Thychosen vendte i øvrigt senere tilbage til klubben for at træne klubbens 1. hold, som på det tidspunkt spillede i Danmarksserien, hvilket er det højeste niveau klubben har spillet på.